# 春藤流
春藤流（しゅんどう-りゅう）は廃絶した能楽ワキ方の一流儀。

## 解説
金春流座付のワキとして活動し、後にここから下掛宝生流が分流した。またワキ方高安流の初世高安重政が師事したことでも知られ、下掛り系統のワキの源流となった流儀である。
資料により誰を初世とするかに所説があるが、家譜では畠山家に仕えていた春藤六郎次郎長慶を初世に当てる。長慶は金春流の脇の仕手金春源七郎に学んで一家を興した。後に金春座の虎菊大夫の子が長慶の女婿となって春藤遊巽と名乗り（『隣忠見聞集』）、さらに師家金春源七郎家が廃絶したために、同家は金春流の本ワキとなった。
三世道覚は名人であったが、大髭をたくわえていたところから「髭春藤」のあだ名があった。四世寿朴の代に至って、徳川綱吉の命により弟権七（祐玄）が別家して下掛宝生流を興し、宝生流の座付となった。六世は五世道定の子で中興の祖として活躍。
維新後、十二世春藤高明が1893年に後嗣を欠いたまま没すると、門弟の浅草鳥越神社神職鏑木祚胤が伝書・伝来品などを預かって芸系を守った。1922年、祚胤の子建男が宗家代理となるものの流勢ふるわず、遂に手不足から役を勤めることが不可能となったため、子の岑男の代からは下掛宝生流に転じ、同流はここに廃絶した。
流派としては廃絶したが、宮城県大崎市大貫地区で春藤流の流れをくむ謡が保存されている。